# الشياذع (جبلة)

تعديل مصدري - تعديل

الشياذع هي إحدى قرى عزلة المكتب بمديرية جبلة التابعة لمحافظة إب، بلغ تعداد سكانها 841 نسمة حسب تعداد اليمن لعام 2004.